# فرانكلين دبليو. أولين
فرانكلين دبليو. أولين (بالإنجليزية: Franklin W. Olin)‏ هو مهندس وشخصية أعمال أمريكي، ولد في 9 يناير 1860 في وودفورد في الولايات المتحدة، وتوفي في 20 مايو 1951 في سانت لويس في الولايات المتحدة.

## وصلات خارجية
- فرانكلين دبليو. أولين على موقعبيزبول رفرنس.كوم (الدوري الرئيسي) (الإنجليزية)
- فرانكلين دبليو. أولين على موقع جمعية أبحاث البيسبول الأمريكية (الإنجليزية)